# كلارنس
كلارنس (بالإنجليزية: Clarence, Iowa) هي مدينة تقع في ولاية آيوا في الولايات المتحدة. تبلغ مساحة هذه المدينة 1.76 (كم²)، وترتفع عن سطح البحر 255 م، بلغ عدد سكانها 974 نسمة في عام 2012 حسب إحصاء مكتب تعداد الولايات المتحدة.

## التركيبة السكانية
قام مكتب تعداد الولايات المتحدة بتحديد بيانات التركيبة السكانية لكلارنسفي تعداد الولايات المتحدة. البيانات السكانية التالية مستندة إلى نتائج تعدادي عام 2000 و2010.

### تعداد عام 2000
بلغ عدد سكان كلارنس 1,008 نسمة بحسب تعداد عام 2000، وبلغ عدد الأسر 423 أسرة وعدد العائلات 269 عائلة مقيمة في المدينة. في حين سجلت الكثافة السكانية 1,594.3 نسمة لكل ميل مربع (615.6/كم2). وبلغ عدد الوحدات السكنية 453 وحدة بمتوسط كثافة قدره 716.5 نسمة لكل ميل مربع (276.6/كم2).
وتوزع التركيب العرقي للمدينة بنسبة 99.21% من البيض و 0.10% من الأمريكيين الأصليين و 0.20% من الأمريكيين ذوي الأصول الآسيوية و 0.50% من عرقين مختلطين أو أكثر.
بلغ عدد الأسر 423 أسرة كانت نسبة 29.1% منها لديها أطفال تحت سن الثامنة عشر تعيش معهم، وبلغت نسبة الأزواج القاطنين مع بعضهم البعض 56.0% من أصل المجموع الكلي للأسر، ونسبة 4.3% من الأسر كان لديها معيلات من الإناث دون وجود شريك، وكانت نسبة 36.2% من غير العائلات. تألفت نسبة 33.1% من أصل جميع الأسر من أفراد ونسبة 24.1% كانوا يعيش معهم شخص وحيد يبلغ من العمر 65 عاماً فما فوق. وبلغ متوسط حجم الأسرة المعيشية 2.89، أما متوسط حجم العائلات فبلغ 2.27.
بلغ العمر الوسطي للسكان 42 عاماً. وكانت نسبة 5.2% بين الثامنة عشر والأربعة وعشرون عاماً، ونسبة 25.2% كانت واقعةً في الفئة العمرية ما بين الخامسة والعشرون حتى والأربعة وأربعون عاماً، ونسبة 20.5% كانت ما بين الخامسة والأربعون حتى الرابعة والستون، ونسبة 26.1% كانت ضمن فئة الخامسة والستون عاماً فما فوق. يوجد لكل 100 أنثى 83.6 ذكر، ويوجد لكل 100 أنثى في الثامنة عشر من عمرها فما فوق 79.6 ذكر.
بلغ متوسط دخل الأسرة في المدينة 36,042 دولار، أما متوسط دخل العائلة فبلغ 42,250 دولار. وكان متوسط دخل الذكور 30,231 دولار مقابل 22,614 دولار للإناث. وسجل دخل الفرد الخاص بالمدينة 17,157 دولار. وكانت نسبة 2.8% من العائلات ونسبة 4.9% من السكان تحت خط الفقر، وكان من هؤلاء نسبة 5.9% تحت سن الثامنة عشر ونسبة 4.8% في الخامسة والستين من العمر وما فوق.

### تعداد عام 2010
بلغ عدد سكان كلارنس 974 نسمة بحسب تعداد عام 2010، وبلغ عدد الأسر 418 أسرة وعدد العائلات 252 عائلة مقيمة في المدينة. في حين سجلت الكثافة السكانية 1,432.4 نسمة لكل ميل مربع (553.1/كم2). وبلغ عدد الوحدات السكنية 455 وحدة بمتوسط كثافة قدره 669.1 لكل ميل مربع (258.3/كم2).
وتوزع التركيب العرقي للمدينة بنسبة 97.8% من البيض و 0.3% من الأمريكيين الأصليين و 0.2% من الأمريكيين الأفارقة و 0.8% من عرقين مختلطين أو أكثر.
بلغ عدد الأسر 418 أسرة كانت نسبة 27.5% منها لديها أطفال تحت سن الثامنة عشر تعيش معهم، وبلغت نسبة الأزواج القاطنين مع بعضهم البعض 51.2% من أصل المجموع الكلي للأسر، ونسبة 5.0% من الأسر كان لديها معيلات من الإناث دون وجود شريك، بينما كانت نسبة 4.1% من الأسر لديها معيلون من الذكور دون وجود شريكة وكانت نسبة 39.7% من غير العائلات. تألفت نسبة 34.0% من أصل جميع الأسر من أفراد ونسبة 19.1% كانوا يعيش معهم شخص وحيد يبلغ من العمر 65 عاماً فما فوق. وبلغ متوسط حجم الأسرة المعيشية 2.87، أما متوسط حجم العائلات فبلغ 2.22.
بلغ العمر الوسطي للسكان 44.6 عاماً. وكانت نسبة 21.7% من القاطنين تحت سن الثامنة عشر، وكانت نسبة 5.7% بين الثامنة عشر والأربعة وعشرون عاماً، ونسبة 23.3% كانت واقعةً في الفئة العمرية ما بين الخامسة والعشرون حتى والأربعة وأربعون عاماً، ونسبة 24.2% كانت ما بين الخامسة والأربعون حتى الرابعة والستون، ونسبة 25.1% كانت ضمن فئة الخامسة والستون عاماً فما فوق. وتوزع التركيب الجنسي للسكان بنسبة 44.9% ذكور و55.1% إناث.